# Melandryidae
Famille
Les Melandryidae sont une famille d'insectes de l'ordre des coléoptères, de la super-famille des Tenebrionoidea.

## Liste des sous-familles
- Melandryinae
- Osphyinae

## Liste des genres
Selon (fr + en) EOL : Melandryidae :
- Abdera Stephens 1832
- Abderina Seidlitz in Erichson, 1898
- Alcestoma Fairmaire 1896
- Allopterus Broun 1883
- Allorchesia Broun 1914
- Amblyctis Leconte 1879
- Amomphopalpus Fairmaire & Germain 1861
- Anisoxya Mulsant 1856
- Archaeoxylita Nikitskij 1977
- Archaeserropalpus Nikitsky 2002
- Argyrabdera Sahlberg 1913
- Axylita Broun 1915
- Biophida Pascoe 1860
- Bonzicus Lewis 1895
- Brasilium Pic 1917
- Cicindelopsis Cockerell 1920
- Conopalpus Gyllenhal 1810
- Ctenoplectron Redtenbacher, 1867
- Cuphosis Champion 1889
- Dapsiloderus Fairmaire 1887
- Diegoa Fairmaire 1900
- Dircaea Fabricius 1798
- Dircaeomorpha Fairmaire 1896
- Dolotarsus Jacquelin Du Val, ? 1862
- Doxozilora Broun 1909
- Drances Champion 1889
- Emmesa Newman 1838
- Enchodes Leconte 1866
- Eucinetomorphus Perris 1875
- Eudircaea Champion 1916
- Euryzilora Lewis 1895
- Eustrophus Illiger 1802
- Eustrophus Latreille 1809
- Falsoconopalpus Pic 1917
- Hira Hayashi, 1960
- Holostrophus Horn 1888
- Hylobia Broun 1880
- Hypulus Paykull 1798
- Ivania Lewis 1895
- Lederia Reitter 1880
- Lyperocharis Broun 1914
- Mallochira Fairmaire & Germain 1863
- Marolia Mulsant 1856
- Mecorchesia Broun 1914
- Megapselaphus Montrouz, 1860
- Melandrya Fabricius 1801
- Microscapha Leconte 1866
- Microtonus Leconte 1862
- Mikadonius Lewis 1895
- Neogonus Hampe 1873
- Neorchesia Broun 1914
- Nipponomarolia Miyatake 1982
- Orchesia Latreille 1807
- Osphya Illiger 1807
- Paradaemon Csiki 1924
- Perakianus Pic 1914
- Phloiotrya Stephens 1832
- Phryganophilus Sahlberg 1834
- Prothalpia Leconte 1862
- Pseudocuphosis Nikitsky 2002
- Pseudohallomenus Nikitskii 1977
- Rushia Forel 1893
- Salumia Fairmaire, 1889
- Scotochroa Leconte 1874
- Scotochroides Mank 1939
- Serropalpolycus Pic 1917
- Serropalpus Hellenius 1786
- Spilotus Leconte 1862
- Stenoxylita Nomura 1959
- Symphora Leconte 1866
- Synstrophus Seidlitz in Erichson, 1898
- Talayra Champion 1895
- Tolmetes Champion 1916
- Xylita Paykull 1798
- Zilora Mulsant 1856

## Nom vernaculaire
En anglais : false darkling beetles
- Ressources relatives au vivant :   - Australian Faunal Directory
  - BioLib
  - BugGuide
  - Dyntaxa
  - EPPO Global Database
  - EU-nomen
  - Fauna Europaea
  - Paleobiology Database
  - Global Biodiversity Information Facility
  - iNaturalist
  - Interim Register of Marine and Nonmarine Genera
  - NBN Atlas
  - Nederlands Soortenregister
  - New Zealand Organisms Register
  - Plazi
  - Système d'information taxonomique intégré
  - World Register of Marine Species
- Notice dans un dictionnaire ou une encyclopédie généraliste :   - Britannica